# والدموهلن
والدموهلن (به آلمانی: Waldmühlen) یک شهر در آلمان است که در وستروالدکرایس واقع شده‌است. والدموهلن ۳۵۸ نفر جمعیت دارد.